# Nishnabotna Township
Nishnabotna Township est un township du comté d'Atchison dans le Missouri, aux États-Unis,. En 2010, le township comptait une population de 378 habitants. Fondé en 1845, il est baptisé en référence à la rivière Nishnabotna (en).

## Source de la traduction
- (en) Cet article est partiellement ou en totalité issu de l’article de Wikipédia en anglais intitulé « Nishnabotna Township, Atchison County, Missouri » (voir la liste des auteurs).